# Kôkôrikô !
 (juillet 2025).
 (juillet 2025).
Motif : Manque de sources secondaires à l'échelle nationale sur deux ans
- Archive Wikiwix
- Bing
- Cairn
- DuckDuckGo
- E. Universalis
- Gallica
- Google
- G. Books
- G. News
- G. Scholar
- Persée
- Qwant
- (zh) Baidu
- (ru) Yandex

| 1. | Préciser le motif de la pose du bandeau. | Précisez le motif de la pose du bandeau en utilisant la syntaxe suivante : {{admissibilité à vérifier\|date=juillet 2025\|motif=remplacez ce texte par le motif}}               |
| 2. | Informer les utilisateurs concernés.     | Pensez à avertir le créateur de l'article, par exemple, en insérant le code ci-dessous sur sa page de discussion : {{subst:avertissement admissibilité à vérifier\|Kôkôrikô !}} |

Kôkôrikô ! est une émission de télévision humoristique française créée et présentée par Jean-Pascal Zadi, diffusée pour la première fois le 31 mai 2023 sur Canal+,.

## Concept
L'émission se présente sous la forme d'une série de sketchs où Jean-Pascal Zadi aborde avec humour et dérision des thématiques de société telles que le racisme, l'homophobie, la pauvreté, le sexisme, les violences policières ou encore la liberté d'expression. À travers une quinzaine de sketchs, il joue avec les clichés et les préjugés ordinaires, en s'entourant d'une galerie d'invités issus de différentes générations du spectacle,,.

## Fiche technique
- Présentation : Jean-Pascal Zadi
- Réalisation : Jean-Pascal Zadi, John Wax
- Direction de collection : Fary
- Auteurs : Jean-Pascal Zadi, Julien Rebbache, Lofti Labidi, Paul Dechavanne, Jérôme Guesdon, Tokou Bogui, Mohammed Zerkoun, Abdherrahim Belmir
- Production : Black Dynamite Production, Douze Doigts Productions
- Chaîne de diffusion : Canal+
- Première diffusion : 31 mai 2023
- Langue : français
- Durée : 90 minutes

## Invités
Parmi les invités figurent Fary, Fadily Camara, Lyna Khoudri, Rod Paradot, Béatrice Dalle, Guillaume de Tonquédec, Youssef Hajdi, Benjamin Tranié, Frankie Wallach, Doria Tillier, Laure Calamy, Anouar Toubali, Guillaume Bats et bien d'autres,.

## Accueil
Kôkôrikô ! a été saluée pour sa capacité à traiter de sujets sensibles avec humour, intelligence et justesse, tout en ouvrant le débat sur les discriminations et les stéréotypes dans la société française.